# Wiconisco
Wiconisco es un lugar designado por el censo ubicado en el condado de Dauphin en el estado estadounidense de Pensilvania. En el Censo de 2010 tenía una población de 921 habitantes y una densidad poblacional de 326,24 personas por km².

## Geografía
Wiconisco se encuentra ubicado en las coordenadas 40°34′27″N 76°40′38″O / 40.57417, -76.67722. Según la Oficina del Censo de los Estados Unidos, Wiconsico tiene una superficie total de 2.82 km², de la cual 2.82 km² corresponden a tierra firme y (0%) 0 km² es agua.

## Demografía
Según el censo de 2010, había 921 personas residiendo en Wiconisco. La densidad de población era de 326,24 hab./km². De los 921 habitantes, Wiconisco estaba compuesto por el 97.29% blancos, el 0.43% eran afroamericanos, el 0.11% eran amerindios, el 0.54% eran asiáticos, el 0% eran isleños del Pacífico, el 0.87% eran de otras razas y el 0.76% pertenecían a dos o más razas. Del total de la población el 2.5% eran hispanos o latinos de cualquier raza.